# Ottavio Mastrojanni
Ottavio Mastrojanni (Nicosia, 19 febbraio 1896 – 31 gennaio 1957) è stato un avvocato e politico italiano, deputato all'Assemblea Costituente.

## Biografia
Eletto nel Collegio di Roma pur essendo originario della Sicilia, rimase in parlamento esclusivamente per l'assemblea costituente. Fece parte della Commissione per la Costituzione, ossia la commissione incaricata di elaborare la Costituzione della Repubblica Italiana.
Si rese protagonista di ben 38 interventi nella legislatura e diede due contributi alla bibliografia del parlamento:
- Le attività di verifica dei poteri diverse dal riesame dei documenti e delle schede elettorali
- L'immunità parlamentare nei rapporti tra Camere e magistratura : aspetti problematici, prassi e giurisprudenza